# Theosophical Society

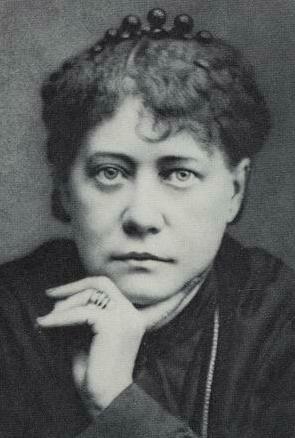
Helena Petrovna Blavatsky in 1877

De Theosophical Society werd in 1875 in New York opgericht door Helena Petrovna Blavatsky (HPB), Henry Steel Olcott, William Quan Judge en anderen. Deze beweging van de theosofie speelde een belangrijke rol in het verspreiden van het esoterisch gedachtegoed in de moderne tijd.
Blavatsky schrijft hierover in haar plakboek (originelen in de archieven te Adyar, gepubliceerd onder andere in de "Collected Writings") dat ze de Theosophical Society oprichtte in opdracht van haar Leraar in India, een Mahatma, een Meester in de Orde van Wijsheid en Mededogen met als hoofddoel niet zozeer het bevredigen van individuele aspiraties, maar het dienen van onze medemensen. Later, in 1878 en 1879, waren er takken van de Theosophical Society onder dezelfde leiding in Engeland (later werd dat de London Lodge) en India opgericht.

## Doelstellingen en wensen van de oprichters
In 1878 werd de Brotherhood of Humanity voor het eerst naar buiten toe genoemd in het document The Theosophical Society: its origin, plan and aims. Ook staat in dit document wat de Theosophical Society wel en vooral ook wat hij niet zou moeten zijn:
"De naam van de Theosophical Society verklaart de doelstellingen en wensen van de oprichters: zij proberen kennis te verkrijgen van de aard en eigenschappen van de Allerhoogste Macht en de hogere geesten door middel van fysische processen. Zij hopen met andere woorden, dat ze er in zullen slagen om voor zichzelf en voor andere onderzoekers, het bewijs te krijgen voor het bestaan van een Ongezien Universum, de aard van haar inwoners, als die er zijn en de wetten waaraan zij moeten gehoorzamen en hun betrekkingen tot de mensheid, door dieper dan de moderne wetenschap tot nu toe gedaan heeft, in de esoterische filosofieën uit oude tijden door te dringen."
"Wat de privé opvattingen van de leden ook mogen zijn, de Society heeft geen dogma's om de hand aan te houden en geen geloof om te verspreiden. Het is noch als afgescheiden Spiritistische sekte bedoeld, noch als dienaar van een of andere sektarische of filosofische organisatie. Haar enige axioma is de almacht van de waarheid, haar enige geloof een belijdenis van onvoorwaardelijke toewijding aan de ontdekking en verspreiding daarvan. Bij het overwegen van de geschiktheid der sollicitanten voor lidmaatschap, wordt noch gelet op ras, geslacht, kaste, kleur, land, noch op geloof."
Personality is the curse in the Theosophical Society, as it is everywhere.
HPB 16 mei 1889

## Pioniers van het eerste uur
- Helena Blavatsky
- Mohini Mohan Chatterji
- Franz Hartmann
- William Quan Judge
- Damodar Mavalankar
- Henry Steel Olcott
- Alfred Percy Sinnett

## Verder in de tijd
- In 1880 werd in Bombay een nieuwe Constitutie voor de Theosophical Society aangenomen.
- In 1885 verliet HPB India voorgoed om er nooit meer terug te keren.
- In 1888 werd De Geheime Leer uitgebracht en werd door HPB de Esoterische School gesticht. W.Q. Judge hielp haar met het schrijven van de Esoterische Instructies.[6] Het doel van het boek De Geheime Leer kan volgens Blavatsky in haar voorwoord aldus worden geformuleerd: aan te tonen dat de Natuur geen ‘toevallig bijeenkomen van atomen’ is en aan de mens zijn rechtmatige plaats in het plan van het Heelal te geven; de archaïsche waarheden, die de grondslag vormen van alle religies, tegen ontaarding te beschermen en de fundamentele eenheid waaruit zij alle voortkomen enigszins aan het licht te brengen; ten slotte, aan te tonen dat de occulte kant van de Natuur nooit is benaderd door de wetenschap van de moderne beschaving.
- In 1889 sloot Annie Besant zich bij de beweging aan.
- In 1891 stierf Blavatsky op bijna 60-jarige leeftijd in Londen.

## Splitsingen
- In april 1895 vindt een eerste splitsing plaats. Degenen die Judge volgden, gingen verder met Theosophical Society in America (New York). Anderen, die Besant en Olcott volgden, gingen verder met de Theosophical Society Adyar of Theosofische Vereniging.[7] De Theosophical Society-Adyar is overigens de enige van de theosofische organisaties waar de president gekozen wordt door stemming van al haar leden.
- In 1900 besloot Katherine Tingley, de leider van dat moment van de Theosophical Society in America, het hoofdkwartier van New York, te verhuizen naar Point Loma, een stedelijke gemeenschap in de buitenwijken van San Diego, Californië. Na het overlijden van toenmalige leider Arthur L. Conger werd deze Amerikaanse tak (met hoofdkwartier in Covina) in 1951 opgesplitst in de Theosophical Society Pasadena die Long als leider volgden en de Theosophical Society Point Loma - Blavatskyhuis met W. Hartley als leider.
- Verder zijn er nog vele andere vertakkingen buiten deze boven genoemde afsplitsingen. Eén ervan is de in 1909 in Los Angeles opgerichte Geünieerde Loge van Theosofen.